# 北満鉄道讓渡協定
北満鉄道讓渡協定（ほくまんてつどうじょうときょうてい）は、1935年3月23日、東京において満洲国・ソ連の間で調印された、北満鉄路（東清鉄道）の買収に関する協定である。議定書は、日満ソ間で結ばれた。この協定により、満洲国はソ連の所有していた北満鉄道を買収した。

## 経緯
1933年5月2日、ソビエト政府は日本政府に鉄道を売却する用意があることを表明した。
1930年代初頭、北満鉄路の収益性は急激に低下していた。北満鉄路の責任者による報告によると、鉄道の収益は1929年に6810万ルーブルだったが1930年に4920万ルーブル 、1931年には 4060万ルーブルにまで減少していた。
ソビエト代表団は2億5000万金ルーブル(6億2500万円)を要求した。しかし、満洲代表団は2500万金ルーブル（5000万円）を提示した。8月、ソビエト側は買い取り額を1億6000万円に引き下げ、日満側は1億2000万円に引き上げた。交渉は行き詰まり、中国と日本の紛争が始まると北満鉄路の売却は平和的には解決できない問題になった。
1933年9月12日、日本の外務大臣内田康哉は1億4000万円の価格を提示した。償還額の3分の2は現物払いで支払われ、残り3分の1は現金で支払われることになった、この金額の半分は契約締結直後に支払われることになっていた。
1935年3月23日に協定は東京で調印された。
現物払いは北鉄代償物資として函館などからの輸出が3年あまり続いた。物資は機械類、銅線及び電纜、大豆及び大豆油、ロープ類、セメント、織物、船舶、緑茶、帯鉄・鉄板類、人絹、小麦粉などとなっていた。

## その後
1937年、ソ連は、鉄道譲渡後にソ連に再移住した元北満鉄道職員の大弾圧を行った (NKVD命令 第593号)。